# Contea di Clinton (Illinois)
La contea di Clinton (in inglese Clinton County) è una contea dello Stato dell'Illinois, negli Stati Uniti. La popolazione al censimento del 2000 era di 35 535 abitanti. Il capoluogo di contea è Carlyle.